# 오리엔테 페트롤레로
오리엔테 페트롤레로(스페인어: Oriente Petrolero)는 볼리비아 산타크루스데라시에라를 연고로 하는 축구 클럽이다. 이 팀은 1955년 11월 5일에 창단되었으며 현재는 리가 데 풋볼 프로페시오날 볼리비아노에 참가하고 있다.

## 선수 명단

### 현역
참고: FIFA 자격 규정에 따라 소속된 국가대표팀 국기를 표시합니다. 선수는 복수의 FIFA 비회원국 국적을 가지고 있을 수 있습니다.
| 번호 | 포지션 | 국적            | 이름            |
| ---- | ------ | --------------- | --------------- |
| 3    | DF     | 도미니카 공화국 | 세사르 가르시아 |

| 번호 | 포지션 | 국적 | 이름 |
| ---- | ------ | ---- | ---- |